# 宇津忠与
宇津 忠与（うつ ただとも）は、戦国時代の武将。松平氏の家臣。
永正3年（1506年）今川氏親の大軍が三河に侵攻した際、敵軍が大軍に驕る様子や指揮官が外様の伊勢盛時である様子を見て味方の急進を制し、敵の油断を誘って戦うよう提案して敵軍を退け、主君松平長親には仁政を敷いて三河を平定することを進言した。
長親の子松平信忠の時代には、多くの家臣が信忠の後継者に、異母弟の松平信定を推す者がいたが、忠与はこれに同意しなかった。
子の忠茂は大久保氏と改姓して、その祖となった。